# Miskolc (distrikt)
Miskolc är ett distrikt i Ungern. Det ligger i provinsen Borsod-Abaúj-Zemplén, i den norra delen av landet, 140 km nordost om huvudstaden Budapest.